# ميغيل أنخيل فوينتيس
ميغيل أنخيل فوينتيس (بالإسبانية: Miguel Fuentes Azpiroz) (6 أغسطس 1964 في إسبانيا - ) هو لاعب كرة قدم إسباني في مركز الدفاع. لعب مع ريال سوسيداد.

## وصلات خارجية
- ميغيل أنخيل فوينتيس على موقع قاعدة بيانات كرة القدم.إي يو (الإنجليزية)